# Bürger für Thüringen
Bürger für Thüringen (Kurzbezeichnung BfTh) war eine 2020 bis 2024 in Thüringen aktive Kleinpartei. Sie war nach Parteiübertritten zwischenzeitlich mit vier Mandaten im dortigen Landtag vertreten. Die Partei löste sich 2024 auf und schloss sich der Werteunion an. Der gleichnamige Verein blieb dagegen bestehen.

## Geschichte
Die Partei Bürger für Thüringen ging aus dem gleichnamigen Verein hervor, der im März 2020 im Zusammenhang mit der Regierungskrise in Thüringen gegründet worden war und sich gegen den Rücktritt des mit Stimmen von AfD, CDU und FDP gewählten Thüringer Ministerpräsidenten Thomas Kemmerich (FDP) eingesetzt hatte. Die Partei wurde schließlich am 27. November 2020 im Suhler Ringberghotel mit neun Mitgliedern gegründet. Zwischen Verein und Partei bestanden nahezu keine personellen Unterschiede.
Am 1. September 2021 wurde Ute Bergner, zuvor Mitglied der FDP-Landtagsfraktion, Parteimitglied und vertrat die BfTh zunächst als Einzelperson im Thüringer Landtag. Im Jahr 2022 traten drei vormalige Mitglieder der AfD-Landtagsfraktion der Partei bei: Birger Gröning und Tosca Kniese waren zuvor aus Ablehnung von „Hass und Hetze“ bzw. „verbrämte[m] Rassismus“ aus der AfD ausgetreten, Lars Schütze war von der AfD ausgeschlossen worden. Im Juli 2022 wurden die vier Abgeordneten  als parlamentarische Gruppe im Thüringer Landtag anerkannt; die Bildung einer Fraktion ist erst ab fünf Abgeordneten möglich. Bergner übernahm den Vorsitz der Gruppe. Die Gruppe löste sich aber bereits im Dezember wieder auf, nachdem die Partei erklärt hatte, Gröning und Schütze wegen „parteischädigenden Verhaltens“ auszuschließen und Gröning und Schütze selbst aus Partei und Landtagsgruppe ausgetreten waren.
Im März 2023 wurde bekannt, dass die aufgelöste Landtagsgruppe wegen mutmaßlicher Untreue angezeigt wurde. Den Parlamentariern wird vorgeworfen, Landesmittel von 80.000 Euro zur Beschaffung von Büromaterial von einem befreundeten Unternehmen verwendet zu haben, ohne die erforderliche öffentliche Ausschreibung durchzuführen. Parteivertreter wiesen die Vorwürfe zurück und erklärten nach Akteneinsicht bei der Staatsanwaltschaft, dass gegen keinen der Beschuldigten ermittelt werde.
Zur Landtagswahl 2024 planten die Bürger für Thüringen den Wahlantritt mit einer gemeinsamen Liste mit dem Verein Freie Wähler Thüringen e. V. (nicht identisch mit der Partei Freie Wähler in Thüringen) und dem thüringischen Landesverband der Basisdemokratischen Partei Deutschland. Im März 2024 löste sich die Partei Bürger für Thüringen auf. Die Mitglieder schlossen sich der Werteunion an. Der Verein Bürger für Thüringen blieb dagegen bestehen. Dieser trat bei der Kommunalwahl 2024 in Thüringen an. In Saalfeld errang der Verein zwei Sitze im Stadtrat, in Jena errang eine gemeinsame Liste mit der Basisdemokratischen Partei Deutschland einen Sitz im Stadtrat.

## Politisch-ideologische Einordnung
Bürger für Thüringen bezeichnete sich selbst als „ökologisch-liberal“.
Die Frankfurter Rundschau ordnete die Partei dem rechten Parteienspektrum zu.
Die Thüringer Linksfraktion warf der Partei 2022 vor, mit radikalen Vertretern der Querdenken-Bewegung und rechtsextremistischen Einzelpersonen zusammengearbeitet zu haben. Im Jahr 2021 fanden sich auf der Website der Partei, Texte, in denen Extremismusforscher „wesentliche Merkmale von Verschwörungserzählungen“ sahen, die die Diskreditierung demokratischer Strukturen zum Ziel hätten. Außerdem habe der „Querdenker-Anwalt“ Ralf Ludwig auf einer Bürger für Thüringen-Kundgebung gesprochen. Der Thüringer Verfassungsschutz erklärte, er beobachte nachrichtendienstlich „(rechts-)extremistische Einzelpersonen im Umfeld dieser Partei, die das Corona-Protestgeschehen in den letzten Monaten beeinflusst“ hätten, die Partei selbst aber sei „derzeit kein Beobachtungsobjekt“.